# Corey Graham
Pour les articles homonymes, voir Graham.
(en) Statistiques sur pro-football-reference
Corey Dewayne Graham, né le 25 juillet 1985 à Buffalo, est un joueur américain de football américain.
Safety, il joue en National Football League (NFL) pour les Bears de Chicago (2007–2011), les Ravens de Baltimore (2012–2013), les Bills de Buffalo et les Eagles de Philadelphie.